# Abraham Diepraem
Abraham Diepraem, oder Arent, (* 1622 in Rotterdam; † Juli 1670 ebenda) war ein holländischer Genremaler in der 2. Hälfte des 17. Jahrhunderts.

## Leben
Diepraem kam zunächst bei einem Glasmaler namens Stoop (Vater des Pferdemalers Dirk Stoop) in die Lehre und später in das Atelier des Genremalers Hendrik Martensz. Sorgh nach Rotterdam. Anschließend unternahm er eine Reise durch Frankreich und kam zu Adriaen Brouwer in die Lehre, dessen Werke er zunächst kopierte und dessen Mal- und Gestaltungsmethode er übernahm. 1648 soll er in Dordrecht in die Lukasgilde eingetreten sein. Später war er für einige Zeit in Arnheim aktiv, wo er Mathijs Wulfraet (1647/1648–1727) als seinen Schüler anmeldete. 1674 wohnte er, nach der Angabe von Arnold Houbraken, der ihn dort persönlich angetroffen habe, bei dem Silberschmied Johannes Waardenier in Dordrecht.

“Ik heb hem gekent in den jare 1674, als hy by Johannes Waardenier, een zilversmit, inwoonde, in welken tyd zyne Stukjes wel gewilt, en tot een goeden prys verkogt werden.”

„Ich habe ihn gekannt im Jahr 1674, als er bei Johannes Waardenier, einem Silberschmied, lebte, in welcher Zeit seine Stücke sehr gefragt waren und zu einem guten Preis verkauft wurden.“

Diese Aussage scheint zweifelhaft, da Houbraken 1974 erst 14 Jahre alt war und Diepraem bereits 1670 gestorben sein soll. Das Todesdatum folgt aus der Annahmte, dass Diepraem mit dem Maler Arent Diepraem gleichgesetzt werden kann, der am 23. Januar 1622 als Sohn eines Schneiders Hendrik Diepraam und dessen Frau Ingetje Pieters in Rotterdam getauft wurde. Dieser erlernte das „Glaesschryven“ und Malen und soll am 16. Juli 1670 begraben worden sein. Entweder irrte sich Houbraken bei dem Jahr oder bei dem Namen des Malers, den er dort traf, oder die Identifizierung des Abraham als Arent Diepraem passt nicht.
Walther Bernt beschrieb seine Werke als „derbes Bauerngenre“, das Szenen von spielenden, rauchenden und trinkenden Bauern in Innenräumen abbildete.

## Werke (Auswahl)

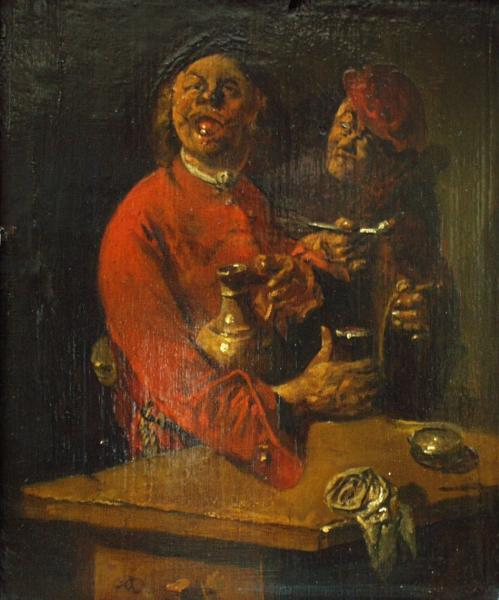
Een roker en een drinker

Diepraems künstlerisches Frühwerk ist mit den Arbeiten von Jan Miense Molenaer und Hendrik Martensz Sorghs vergleichbar. Houbraken verglich ihn mit Frans Hals, bemängelte in seinem Spätwerk aber auch unzusammenhängende Strichführung und führte dies auf Trunkenheit zurück.
- 1665: Das Frühstück
- Zwei Bauern beim Wurstessen (Kohle auf braunem Papier, Kupferstichkabinett Berlin)
- 1670: Die Zecher
- Die Wunde am Knie
- Die Stube des Wundarztes
- Die Dorfschule
- Zwei Soldaten würfeln auf einer Trommel, ein anderer sieht zu
- Gesellschaft in einer holländischen Bauernstube mit zwei musizierenden Frauen